# HLE 28 (Bombardier)
De HLE 28 en HLE 29 van het type Bombardier TRAXX F140 MS2e is een elektrische locomotief bestemd voor het personenvervoer van de NMBS en van haar goederenvervoer, ondertussen afgesplitst naar het zelfstandig bedrijf Lineas.

## Geschiedenis
In de jaren 90 gaf de Deutsche Bundesbahn aan de industrie opdracht voor de ontwikkeling van nieuwe locomotieven ter vervanging van oudere locomotieven Baureihe 103, 110, 139/140, 141 en 150. Hierop presenteerde AEG Hennigsdorf in 1994 het Prototype 12X voor een serie die later als Baureihe 145 door ADtranz te Kassel werd gebouwd. Uit dit prototype ontstond een groot aantal varianten, waaronder Baureihe 186.
Deze locomotieven worden tegenwoordig door Bombardier Transportation te Kassel gebouwd. De ruwbouw van de locomotiefkasten vindt sinds 2008 plaats in de fabriek in Wrocław en de eindmontage in die te Kassel.
Er werden in 2007 drie exemplaren geleased van Alpha Trains, met de nummers E186 123-E186 125, die in 2008 bij de NMBS de nummers 2801-2803 hebben gekregen. Bij deze locomotieven werd de maximumsnelheid verhoogd tot 160 km/h. Twee van deze locs zouden de trek-duwtrein (met drie I11-rijtuigen) omkaderen, die de verbinding tussen station Antwerpen-Centraal en station Noorderkempen op de HSL 4 zal verzorgen. De derde loc was bedoeld als reserve. Echter, door problemen met het European Rail Traffic Management System (ERTMS) wordt deze dienst uitgevoerd door locomotieven van de reeks 13 en rijtuigen type M6.
Van eind juli 2008 tot 9 december 2012 werden identieke locomotieven in beperkte dienst gebruikt op de Beneluxtrein, ter vervanging van de verouderde reeks 11. Deze locomotieven werden ingezet door NS Hispeed, de exploitant van de Beneluxtrein, die deze locomotieven (net zoals de NMBS) huurde van Alpha Trains. Deze zijn afkomstig van dezelfde bestelling bij Bombardier en zijn gelijk aan de reeks 28, afgezien van de andere nummering en de herschildering naar rode flanken en witte fronten.
Tussen juni 2008 en juli 2009 werden nog 40 bijkomende locomotieven voor de reeks 28 geleverd. Ze zijn genummerd van 2804 tot 2843. Deze worden voor een periode van 10 jaar gehuurd bij Angel Trains en zullen worden gebruikt voor het grensoverschrijdend goederenverkeer vanuit Antwerpen-Noord naar en in Nederland en Duitsland. Tijdens de huurperiode zal alle onderhoud gebeuren in de tractiewerkplaats Antwerpen-Noord. Drie locomotieven werden teruggeleverd aan de verhuurder. Betreft de 2802, 2803 en de 2844.
Ook werden er vijf locomotieven geleverd in 2009, voor het goederentransport naar Frankrijk. Ze kregen de bedrijfsnummers 2901 tot en met 2905 en werden hierdoor de reeks 29. Deze waren identiek als de reeks 28. Het enige verschil zat in het beveiligingssysteem. De reeks 29 werd voorzien met het Franse beveiligingssysteem in plaats van de Nederlandse en Duitse beveiligingssysteem. De reeks 29 werd in korte duur ingezet voor goederentransport naar Frankrijk. Door grote concurrentie werd het traject al in 2010 opgeheven, reden enige tijd binnenlandse treinen en werden in 2012 terug geleverd aan Angel Trains. Door de V250, die door aanhoudende problemen de Beneluxtrein liet terugkeren, werden reeks 28 locomotieven ingezet voor het Benelux-traject. Hierdoor was er een groot nood aan locomotieven voor binnenlands goederenverkeer, waardoor men besloot in 2013 om de vijf TRAXX-locomotieven opnieuw te huren bij Angel Train voor binnenlands goederentransport. 
Sinds 1 maart 2015 huurt de NMBS een TRAXX voor het testen van software op het hogesnelheidstraject tussen Antwerpen en de Nederlandse grens. Het betreft locomotief 186 183 met de Duitse Railpool als eigenaar en kreeg het bedrijfsnummer 2861. Uiteindelijk zou de NMBS in totaal 20 TRAXX-locomotieven huren bij Railpool met de bedrijfsnummers 2861 tot en met 2880.

## Constructie en techniek
De locomotief heeft een stalen frame. 
Onder wisselspanning wordt de bovenleidingsspanning met een vierkwadrantenbrug omgezet in gelijkspanning. In het geval van gelijkspanning wordt de bovenleidingsspanning omgezet in een andere spanning met een chopper.
Vervolgens zetten twee tractie-omvormers van Bombardier (type MITRAC SR TC3300 MS V04) deze gelijkstroom om in draaistroom; dit wordt gedaan met snel en efficiënt schakelende IGBT's die een reeks elektrische pulsen genereren. Door het wisselende magnetisch veld van de tractiemotoren wordt het metaal in trilling gebracht, waardoor deze pulsen tijdens het rijden waar te nemen zijn als geluid. De tractiemotoren (type 4FIA6956H) en overbrenging (1QGT5221) vormen samen één geheel, genaamd MITRAC DR 3600N. Iedere motor drijft één as aan.

## Treindiensten

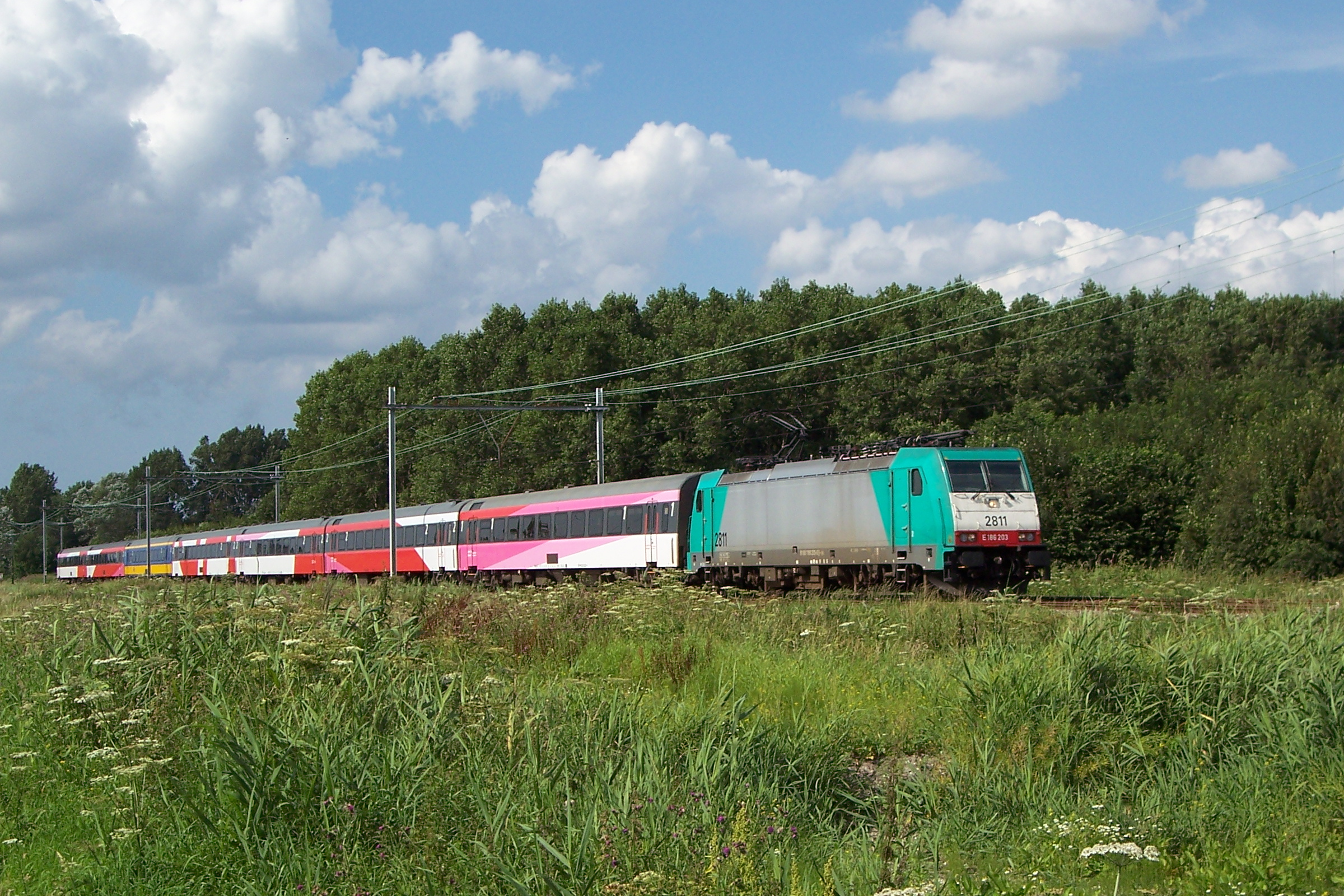
TRAXX HLE 28 van NMBS met Beneluxtrein

Deze locomotieven vervingen de oude diesels van de reeks 55, onder meer op de in 2008 geëlektrificeerde lijn 24 Montzen-Aken. Ook rijden zij goederentreinen met onderdelen voor de assemblage van Volvo-personenauto's uit Göteborg tussen Bad Bentheim en Gent.
In de Beneluxtreindiensten werden sinds 2009 de TRAXX-locomotieven ingezet. Ze werden hiermee de opvolger van de reeks 11, die sinds 1986 de Beneluxtreinen trok. Zowel de HLE28 als de Nederlandse versie van deze locomotief werden ingezet. Eind 2012 werden de ritten van de Beneluxtreinen beëindigd. Ze maakten plaats voor de V250-treinen die onder de naam Fyra over de hogesnelheidslijn tussen Amsterdam en Brussel zouden rijden. Echter, door aanhoudende problemen met de Fyra-treinen keerde in de loop van 2013 de Beneluxtrein terug. In de beginperiode reed de trein tussen Den Haag HS en Brussel (in het weekend tot Antwerpen), maar sinds december 2014 wordt de dienst weer tussen Amsterdam en Brussel uitgevoerd. Daarbij rijden ze tussen Breda en Antwerpen-Centraal over HSL4 met een halte te Noorderkempen. Hiervoor werd de verbinding over de klassieke spoorlijn 12 gereden met een halte te Roosendaal. Om niet telkens de locomotieven te moeten laten omrijden, rijden de Beneluxtrein steeds met 2 locomotieven HLE28 en/of NS Hispeed 186. Al deze diensten worden uitgevoerd met de TRAXX-locomotieven.

## Namen
Bijna alle locomotieven hebben bij de gele achtergrond op de fronten ook een naam gekregen bij hun nummer.
| Nummer  | NMBS-nummer | Naam                                      |
| ------- | ----------- | ----------------------------------------- |
| 186 123 | 2801        | -                                         |
| 186 124 | 2802        | Ludo                                      |
| 186 125 | 2803        | Jan                                       |
| 186 196 | 2804        | La Flèche - De Pijl                       |
| 186 197 | 2805        | De/Le Stephenson                          |
| 186 198 | 2806        | De Olifant / L'Eléphant                   |
| 186 199 | 2807        | L'Eclair / De Bliksem                     |
| 186 200 | 2808        | De Feniks (iets afwijkende kleurstelling) |
| 186 201 | 2809        | Le Rapide / De Snelle                     |
| 186 202 | 2810        | Le Belge / De Belg                        |
| 186 203 | 2811        | L'Anversois / De Sinjoor                  |
| 186 204 | 2812        | Maria                                     |
| 186 205 | 2813        | Piet                                      |

Een aantal van deze namen zijn hernomen van de eerste locomotieven van de Belgische spoorwegen (Staatsspoorwegen) vanaf 1835.